# 埃米爾·克雷佩林
埃米爾·克雷佩林（德語：Emil Wilhelm Georg Magnus Kraepelin，1856年2月15日—1926年10月7日）是一名德国精神病学家，建立了精神病分类体系，对后世精神病分类影响深远，克雷佩林师从心理学家威廉·冯特，首次将精神分裂和躁郁症区分开，这一区分至今适用。汉斯·艾森克的《心理学百科全书》将克雷佩林视为现代科学精神病学、精神药理学、精神病基因学的奠基人。